# Ашхабад (группа)
Ашхабад (туркм. Aşgabat) — туркменский фольклорный коллектив из города Ашхабада, исполняющий туркменские народные песни, многие композиции оранжированы в стилях джаз и фьюжн, неофолк.

## История
Музыканты в начале карьеры играли на свадьбах. На одной из свадеб, солиста группы Атабая Чарыкулиева заметил востоковед и продюсер Назим Надиров. После показа в телевизионной программе туркменского телевидения вместе с певицей Азизой, Атабай перестал быть запрещённым певцом, ему разрешили концертировать. Вскоре он получил Государственную премию Туркменистана. После он был записан на студии в Германии и давал гастроли в странах Европы, на одном из концертов он заявил что обязан всем, что у него есть, Президенту Туркменистана Сапармурату Атаевичу Ниязову.
В 1993 году впервые музыкальный коллектив из бывшего СССР издан на престижном лейбле Питера Гэбриэла — «Real World» (подразделении «Virgin Records»). Альбом группы — «City of Love» стал хрестоматийным на Западе.
В 1998 году совместно с греческой певицей Мелиной Каной туркменский коллектив выпустил альбом под названием «Петля».
23 февраля 2000 года участвовали в телепередаче «Антропология» на канале НТВ, в 2002 году в телепередаче «Ночная смена» на Первом канале.
В 2002 году группа выступала с концертами в Москве и участвовала Первом московском международном фестивале этнической музыки.
21 марта 2009 года солист группы Атабай Чарыкулиев скончался в Ашхабаде.

## Критика
Продюсер Джон Леки (работал со такими именитыми музыкантами как Джордж Харрисон, Джон Леннон, Пол Маккартни, «Пинк Флойд» и др.):
«Когда впервые я услышал „Ашхабад“, то был поражен музыкальным мастерством и проникновенной красотой их музыки. Я сразу понял, что должен работать с ними в студии.»

## Состав
- Атабай Чарыкулиев — вокал
- Гасан Мамедов — скрипка. Заслуженный артист Туркменистана (1996)
- Сабир Ризаев — кларнет, сопрано-саксофон
- Курбан Курбанов — аккордеон
- Хакберды Алламурадов — деп, серп, нагара. Народный артист Туркменистана (9 октября 2009)

## Дискография

### Альбомы
- City of Love (CD; Real World Records Ltd. / Virgin Music Ltd.; 1993)
- LOOT/Λάφυρα (CD; Греция 1998)
- Ashkhabad «10» (CD; 2002)